# 模里西斯女王
英國女王伊莉莎白二世在1968年至1992年期間擔任模里西斯女王和國家元首，當時模里西斯是一個君主立憲制的大英國協王國。伊莉莎白二世也是包括英國在內的其它大英國協王國的君主。她對模里西斯的憲法職責被委託予模里西斯總督。模里西斯於1992年成為共和國。

## 歷史
1968年英國國會通過模里西斯獨立法案，將模里西斯由英國的直轄殖民地轉變為一個獨立的主權國家。不同尋常的是，出於安全考慮，沒有英國王室成員出席島上的獨立慶典。雅麗珊郡主 (奧格威爵士夫人)本應出席，但在發生社區暴力事件後，英國國協事務部次官石寶德建議取消她的訪問。
作為亞洲和非洲之行的一部分，伊莉莎白二世和她的丈夫菲利普親王於1972年訪問了模里西斯三天（3月24日至26日）。訪問期間，伊莉莎白二世主持模里西斯第三屆議會第六次會議開幕。這是在位英國君主首次訪問模里西斯。
模里西斯於1992年成為大英國協內的一個共和國，模里西斯總統取代伊莉莎白二世成為模里西斯的國家元首。